# Reinhard Ehgartner
Reinhard Ehgartner (* 1960 in Salzburg) ist ein österreichischer Bibliothekar und Autor von Kinderliteratur.

## Leben
Nach dem Besuch einer Handelsakademie studierte Reinhard Ehgartner bis 1987 Theologie und Germanistik. Er arbeitete als Universitätslektor für die deutsche Sprache in Ústí nad Labem (Nordböhmen). Ab 1992 war er Leiter des Lektorats der Zeitschrift bn.bibliotheksnachrichten und der digitalen Dienste des Österreichischen Bibliothekswerks, seit 2004 ist er dessen Geschäftsführer. Er ist außerdem ehrenamtlicher Bibliothekar in seiner Heimatgemeinde Michaelbeuern.

## Werke
- Das kleine Farben-Einmaleins, illustriert von Helga Bansch, Wien: Wiener Dom-Verlag, 2012, ISBN 978-3-85351-240-1 (Neuauflage 2021: Innsbruck: Verlagsanstalt Tyrolia, ISBN 978-3-7022-3920-6).
- Das kleine Farben-Einmaleins: mehrsprachige Ausgabe auf Kroatisch-Bosnisch-Serbisch-Montenegrinisch, Türkisch, Italienisch, Englisch, illustriert von Helga Bansch, Innsbruck: Verlagsanstalt Tyrolia, 2014, ISBN 978-3-7022-3403-4.
- Sternenbote: eine Weihnachtsgeschichte, illustriert von Linda Wolfsgruber. Innsbruck: Verlagsanstalt Tyrolia, 2019, ISBN 978-3-7022-3798-1.
- Dr. Maus kommt heut ins Haus, illustriert von Helga Bansch, Innsbruck: Verlagsanstalt Tyrolia, 2021, ISBN 978-3-7022-3955-8.

## Auszeichnungen
Für das Buch Der Sternenbote:
- 2020: Österreichischer Kinder- und Jugendbuchpreis | Kollektion
- 2020: Katholischer Kinder- und Jugendbuchpreis | Empfehlungsliste
- 2020 01: Bilderbuch des Monats, Deutsche Akademie für Kinder- und Jugendliteratur
- 2019 12: Kröte des Monats, STUBE
- 2019 12: Beste 7 Bücher für junge Leser, Deutschlandfunk